# Bulbine retinens
Bulbine retinens là một loài thực vật có hoa trong họ Thích diệp thụ. Loài này được van Jaarsv. & S.A.Hammer mô tả khoa học đầu tiên năm 2005.